# 1556
1556 (MDLVI) je bilo prestopno leto, ki se je po julijanskem koledarju začelo na sredo.

## Dogodki
- 1. januar
- Ivan Grozni osvoji Astrahan
- Lorenzo Priuli postane beneški dož

## Rojstva
- 21. februar - Sethus Calvisius, nemški reformator († 1615)
- 7. marec - Guillaume du Vair, francoski državnik in filozof († 1621)

## Smrti
- 18. april - Luigi Alamanni, italijanski državnik in pesnik (* 1495)
- 10. junij - Martin Agricola, nemški skladatelj (* 1486)
- 31. julij - Ignacio de Loyola, španski jezuit, svetnik (* 1491)
- 21. oktober - Pietro Aretino, italijanski pisec (* 1492)
- 14. november - Giovanni della Casa, italijanski pesnik (* 1503)
- 23. december - Nicholas Udall, angleški dramatik (* 1504)